# 切爾納沃德

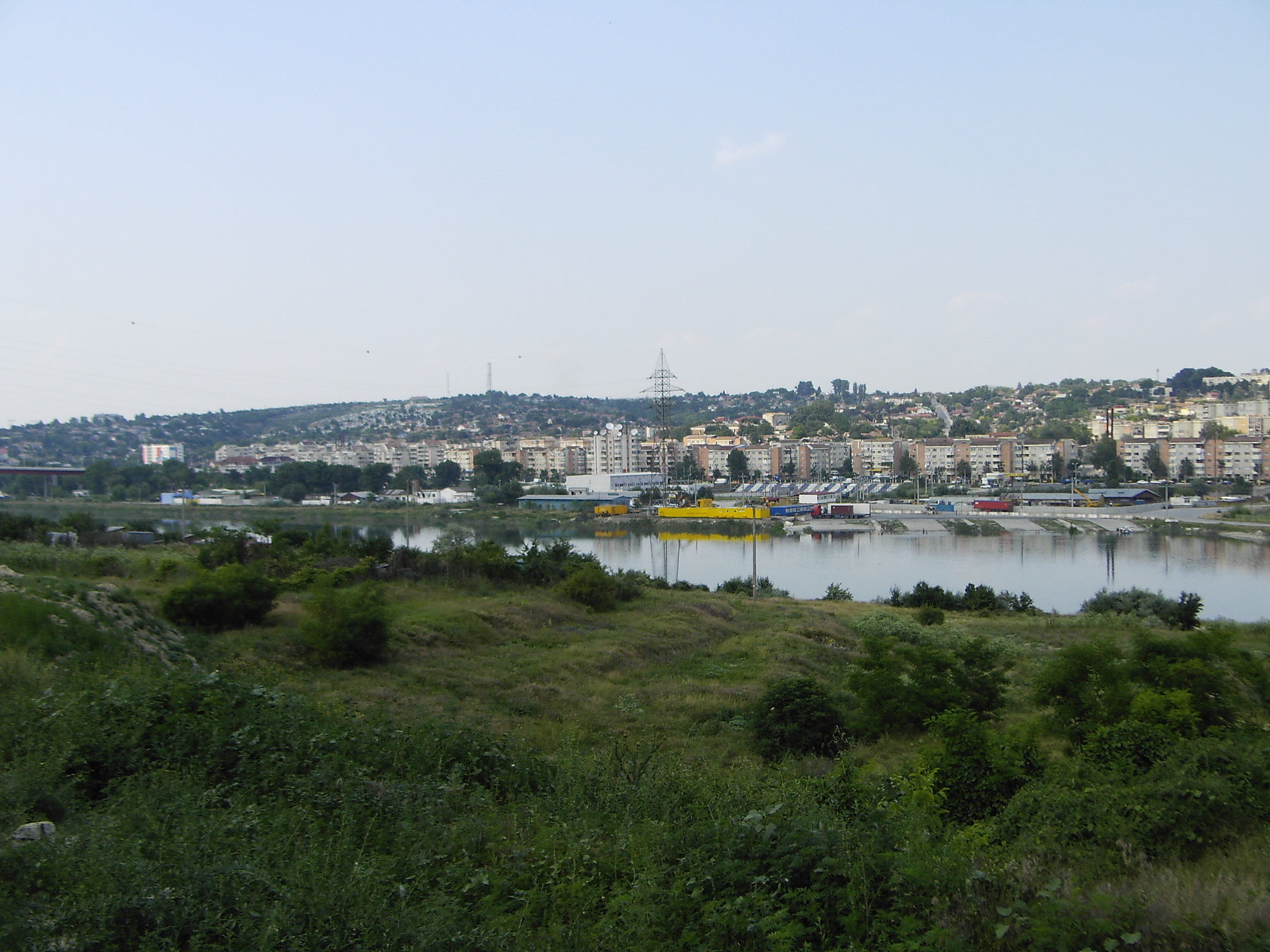

切爾納沃德（羅馬尼亞語發音：[t͡ʃernaˈvodə]）是羅馬尼亞的城鎮，位於該國東南部多瑙河畔，距離首府康斯坦察59公里，由康斯坦察縣負責管轄，面積46.69平方公里，海拔高度50米，2007年人口18,595。切尔纳沃德核电站位于此地。

## 外部連結
- Official site of the City of Cernavodă （页面存档备份，存于）